# Jessie Lipscomb
Pour les articles homonymes, voir Jessie.
Jessie Lipscomb, née le 13 juin 1861 à Grantham en Angleterre et morte le 12 janvier 1952, est une sculptrice britannique dont la carrière très courte (1882 à 1887) est marquée par la rencontre avec Auguste Rodin et Camille Claudel.

## Biographie
Jessie Lipscomb est issue de la classe populaire, fille d'un employé des charbonnages (Sidney Lipscomb, né en 1834 à High Wycombe) et d'une employée de bar. À l'âge de 14 ans, en 1875, la jeune fille suit sa famille à Peterborough, et entre au Royal College of Art de South Kensington. Son talent est remarqué et récompensé par un Premier prix de la Reine en 1882, suivi d'une Médaille nationale d'argent en 1883.
En 1884, fraîchement diplômée, Jessie Lipscomb se rend à Paris pour continuer ses études et fréquente l'Académie Colarossi (à défaut de l'École des Beaux-arts qui n'accepte pas les femmes). Elle occupe alors un logement au no 111 de la rue Notre-Dame-des-Champs appartenant à la famille Claudel (cf. la lettre entre la mère de Camille Claudel et Jessie Lipscomb à propos du loyer de 200 francs par mois). Elle partage également un atelier au no 117 de la même rue avec Camille Claudel, avec qui elle lie une amitié profonde, et avec deux condisciples du Royal College of Art, Amy Singer et Emily Fawcett. Le sculpteur Alfred Boucher supervise le travail du groupe, avant de passer la main à son ami Auguste Rodin.
En 1885, Jessie Lipscomb devient assistante (« praticienne ») dans l'atelier d'Auguste Rodin, et travaille en particulier sur Les Bourgeois de Calais. Le sculpteur Frédéric-Louis Bogino la mentionne également comme son élève. Cette même année, Camille Claudel crée le buste de son amie, qui sera présenté à Peterborough en 1887. 
En 1886, Jessie Lipscomb et Camille Claudel voyagent ensemble en Angleterre et rendent visite à la famille Lipscomb à Peterborough. À cette occasion, Jessie Lipscomb expose un buste de terracotta, Day Dreams, à la Royal Academy de Nottingham.
En raison de la relation tumultueuse entre Auguste Rodin et Camille Claudel, l'amitié entre les deux jeunes femmes se distend, et Jessie Lipscomb sert souvent d'intermédiaire entre les deux amants. En rompant avec Rodin, Camille Claudel refuse tout contact ultérieur avec Jessie. Pourtant cette dernière sera une des rares personnes à visiter Camille Claudel lors de son internement à l'asile de Montdevergues.
En 1887, Jessie Lipscomb expose une autre terracotta intitulée Sans souci, ainsi qu'un portrait en plâtre de Camille Claudel. La même année, elle présente un buste d'un modèle italien Giganti à la Royal Academy ainsi qu'à Nottingham.
Le 26 décembre 1887, elle épouse William Elborne (1858-1952), son ami d'enfance, pharmacien et chimiste. Ils s'installent à Manchester, et elle met fin à sa carrière publique (elle continue à peindre et modeler). Du mariage sont issus quatre enfants, dont Sydney L. Elborne (1890-1986), éminent avocat et juge de paix, et William Elborne, recteur de la paroisse de Tidwell (Rutland).
Jessie Lipscomb s'éteint à l'âge de 90 ans, en 1952, la même année que son mari (à une semaine d'intervalle).

## Œuvre
La carrière artistique de Jessie Lipscomb n'est pas bien documentée. Seules ses œuvres parisiennes sont répertoriées. Elle a réalisé plus tard quelques portraits en terre cuite de sa famille. 
- 1885. Portrait (étude)
- 1885. Portrait de William Elborne (esquisse)
- 1885. Portrait de Sydney Liscomb (esquisse)
- 1886. Rêves éveillés (Day Dreams, esquisse)
- 1886. Tête (étude)
- 1887. Mademoiselle Camille Claudel
- 1887. Giganti
- 1887. Sans Souci